# Zespół Blooma
Zespół Blooma (ang. Bloom syndrome, BS, BLS) – rzadka choroba uwarunkowana genetycznie, charakteryzująca się zwiększoną predyspozycją do uszkodzeń chromosomów. Chorobę odkrył i opisał w 1954 roku David Bloom.

## Etiologia
Przyczyną zespołu jest mutacja w genie BLM mającym locus na długim ramieniu 15 chromosomu (15q26.1). Mutacja dziedziczona jest w sposób autosomalny recesywny. Białko BLM kodowane przez ten gen należy do rodziny helikaz DNA i tak jak inne helikazy, bierze udział w procesie transkrypcji, katalizując reakcję rozplecenia podwójnej helisy DNA. Prawdopodobnie bierze też udział w procesie naprawy DNA. U pacjentów z zespołem Blooma stwierdza się także nadprodukcję anionu ponadtlenkowego. Występuje z wysoką częstością nosicieli wśród Żydów aszkenazyjskich. 

## Objawy i przebieg
Na obraz kliniczny zespołu Blooma składają się:
- niskorosłość
- niska masa urodzeniowa
- wysoki ton głosu
- charakterystyczne cechy dysmorficzne twarzy:
  - długa, wąska czaszka (dolichocefalia)
  - mikrognacja
  - wydatny nos i uszy
- zmiany barwnikowe w skórze, teleangiektazje, zwłaszcza po ekspozycji na światło słoneczne, szczególnie na twarzy (zaczerwienienie w kształcie motyla), dłoniach i rękach
- opóźnienie umysłowe
- przewlekłe choroby płuc
- cukrzyca
- niedobory odpornościowe – nawracające zapalenia płuc i ucha środkowego
- niepłodność u mężczyzn
- przedwczesna menopauza u kobiet.
- zwiększona predyspozycja do nowotworów[4] (20%), ostra białaczka i choroby limfoproliferacyjne dominują w wieku do 25 lat.